# Camille Miller
Camille Anne Miller (Lahr, 28 de fevereiro de 1973), mais conhecida pelo seu nome artístico Camille Miller é uma cantora, compositora e guitarrista canadense. Com sete álbuns lançados, seus maiores sucessos incluem "Neverland", "Lion" e "Guilty Birds". Em novembro de 2016, lançou o disco "Fight or Flight" no Brasil, com participação de músicos locais.

## Biografia
Nascida e criada em bases militares Canadenses, em território Alemão, Camille foi inspirada pelos grandes clássicos do passado, e fez sua estreia em um EP de 6 músicas intitulado "Things People See", em 1998. A partir de então, iniciou uma parceria de longa data com um grande produtor da ilha de Vancouver, Rick Salt (Irish Rover, Leeroy Stagger).
 
Um fluxo constante de música tem seguido, incluindo colaborações com Doug Elliot (Odds), Pat Stewart (Bryan Adams) e muitos outros.
A mistura de sua dinâmica vocal de rugido ligados ao seu carisma no palco, conquistaram pesos pesados da indústria. Bruce Allen (Michael Bublé, Bryan Adams) ajudou Camille a obter uma posição no Reino Unido através de inúmeras turnês, enquanto selos de indie rock, como Sound of Pop, Sugar Shack e Synergy lançaram seus próximos seis álbuns. O álbum "She Knows", em 2002, deu origem a um videoclipe para a música "I Always Will".
Camille contribuiu como vocalista e compositora para diversas bandas e selos, tanto na América do Norte quanto na Europa. Ela participou em "Lost", do grupo eletrônico Balligomingo, cujo álbum foi amplamente aclamado, "Beneath the Surface" disco lançado no BMG / RCA. Ela também escreveu e cantou quatro canções no álbum de pop Polonês Robert Chojnacki 'Saxophonic'(BMG Polônia), culminando em um concerto com Chojnacki e a Orquestra Sinfônica do Báltico. Esta exposição criou uma base de fãs na Polônia e garantiu sua participação em alguns dos principais locais de música ao vivo do país. Em sua experiência mais recente, em novembro de 2006, grava seu sétimo disco solo no Brasil, "Fight or Flight", juntamente com músicos da cena alternativa paulistana, como Caetano Malta, Lucas Santana e Bruno Buarque (mixado e gravado no Estúdio Minduca). Deste disco nasce o videoclipe "Neverland", gravado em São Paulo.

## Discografia
- Things People See (1998)
- She Knows (2002)
- Carnarvon Street (2004)
- Somewhere Near The Truth (2008)
- Parallel to The Sea (2012)
- More Than This (2013)
- Fight or Flight (2016)
- Cover Me (2019)